# جینا راوه‌را
جینا راوه‌را (انگلیسی: Gina Ravera؛ زادهٔ ۲۰ مهٔ ۱۹۶۶) یک هنرپیشه اهل ایالات متحده آمریکا است. وی از سال ۱۹۹۰ میلادی تاکنون مشغول فعالیت بوده‌است.

## گزیدهٔ آثار

### سینما
- مناظره‌کنندگان بزرگ (۲۰۰۷)
- پمپ‌بنزین (۲۰۰۴)
- دختران را ببوس (۱۹۹۷)
- اجرای دختران (۱۹۹۵)
- لامبادا (۱۹۹۰)

### تلویزیون
- سی‌اس‌آی (۲۰۱۲)
- به من دروغ بگو (۲۰۱۱)
- درمانگاه خصوصی (۲۰۰۹)
- بخش فوریت‌های پزشکی (۲۰۰۸-۲۰۰۶)
- بوستون لیگال (۲۰۰۴)
- افسون‌شده (۲۰۰۳)
- پیشتازان فضا: نسل بعدی (۱۹۹۳)
- فریژر (۱۹۹۳)
- روزهای زندگی ما (۱۹۹۳)